# Alfabeto malayalam

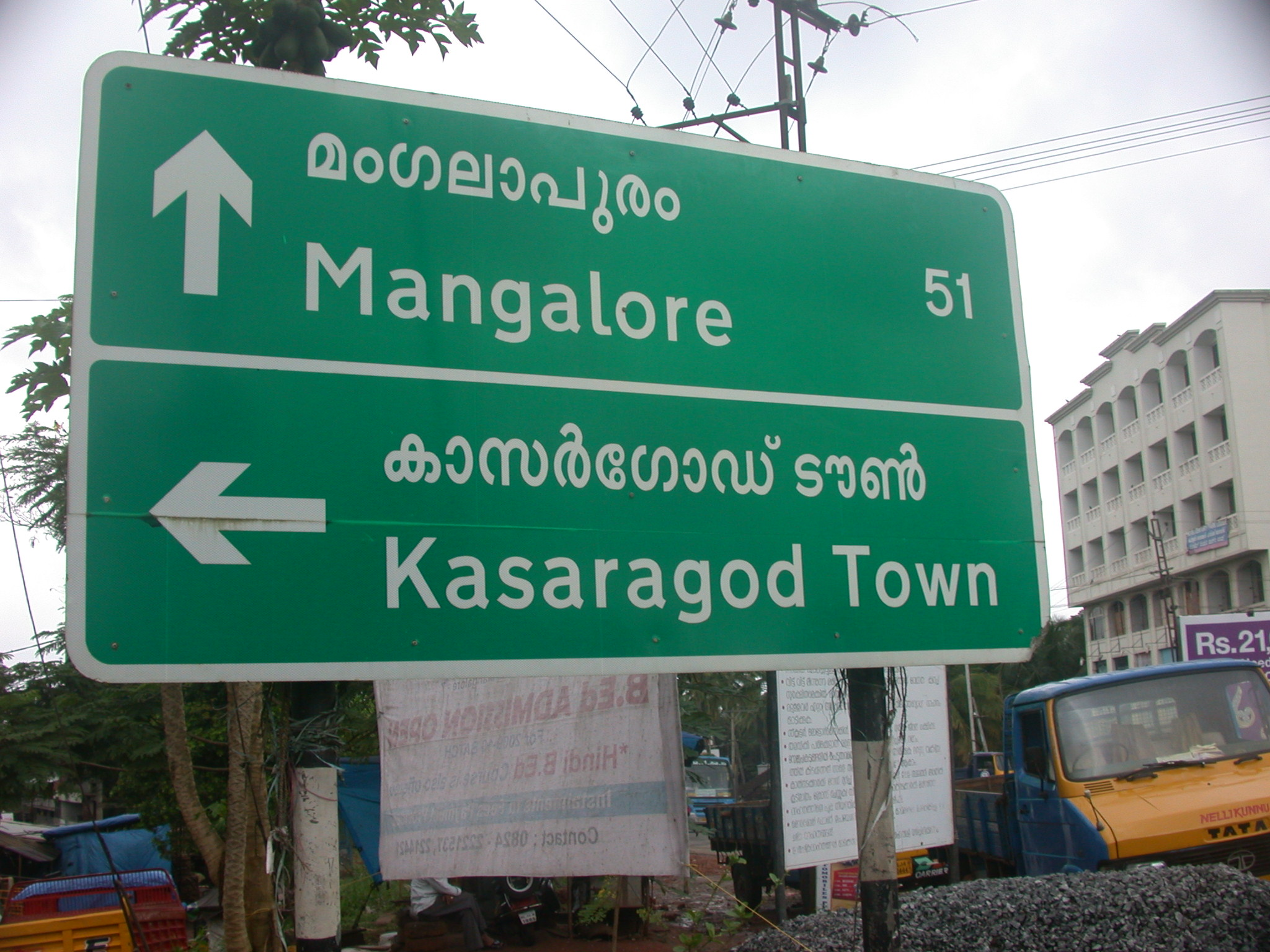
Cartelli bilingui in alfabeto malayalam e latino (inglese)

L'alfabeto malayalam  (in malayalam മലയാളലിപി, Malayāḷalipi, AFI: mɐlɐjäːɭɐ lipi) è una scrittura brahmi usata comunemente per scrivere la lingua malayalam che è la lingua principale dello stato del Kerala, parlata da 52 milioni di abitanti nel mondo.
Come molte altre scritture indiane, è un abugida, o un sistema di scrittura parzialmente alfabetico e parzialmente sillabico.
Il moderno alfabeto Malayalam ha 13 vocali, 36 consonanti e pochi altri simboli.
La lingua Konkani è scritta talvolta in Malayalam nel Kerala, sebbene raramente.
Con essa si scrive anche Paniya, Betta Kurumba, e Ravula.
La lingua Malayalam in sé fu storicamente scritta in varie scritture. Anche oggi è scritto in Malayalam arabo, una variante della scrittura araba, principalmente dai musulmani a Singapore e in Malaysia.
Nel 1969–1971 e nel 1981, Il Governo del Kerala riformò l'ortografia del Malayalam.
Nell'ortografia tradizionale, alcune consonanti seguite da u, ū, or r̥ sono rappresentati da speciali glifi (legature consonante-vocale), dove la corrispondente consonante di base è trasformata irregolarmente.

## Consonanti
|                          | Sorda                      | Sorda                           | Sonora               | Sonora                              | Sonora                   |
| Non aspirata             | Aspirata                   | Non aspirata                    | Aspirata             | Nasale                              |                          |
| ------------------------ | -------------------------- | ------------------------------- | -------------------- | ----------------------------------- | ------------------------ |
| Velare                   | ക ka /ka/ KA               | ഖ kha /kʰa/ KHA                 | ഗ ga /ɡa/ GA         | ഘ gha /ɡʱa/ GHA                     | ങ ṅa /ŋa/ NGA            |
| Palatale o Postalveolare | ച ca /t͡ʃa/ CA cha          | ഛ cha /t͡ʃʰa/ CHA chha           | ജ ja /d͡ʒa/ JA        | ഝ jha /d͡ʒʱa/ JHA                    | ഞ ña /ɲa/ NYA nha (nja)  |
| Retroflessa              | ട ṭa /ʈa/ TTA ta           | ഠ ṭha /ʈʰa/ TTHA tta            | ഡ ḍa /ɖa/ DDA da     | ഢ ḍha /ɖʱa/ DDHA dda                | ണ ṇa /ɳa/ NNA na         |
| Dentale                  | ത ta /t̪a/ TA tha (soft ta) | ഥ tha /t̪ʰa/ THA ttha (soft tha) | ദ da /d̪a/ DA soft da | ധ dha /d̪ʱa/ DHA soft dda (soft dha) | ന na /n̪a, na/ NA soft na |
| Labiale                  | പ pa /pa/ PA               | ഫ pha /pʰa/ PHA                 | ബ ba /ba/ BA         | ഭ bha /bʱa/ BHA                     | മ ma /ma/ MA             |

Le consonanti /ʈ, ɖ, ɳ/ sono retroflesse. In Malayalam, sono prodotte con la consonante subapicale usando la punta della lingua con la parte anteriore del palato.
| യ ya /ja/ YA | ര ra /ɾa/ RA | ല la /la/ LA | വ va /ʋa/ VA |

| ശ śa /ɕa/ SHA soft sha (sha) | ഷ ṣa /ʂa/ SSA sha | സ sa /sa/ SA | ഹ ha /ɦa/ HA |

| ള ḷa ɭ LLA la | ക്ഷ kṣa /kʂa/ | ഴ ḻa ɻ} LLLA zha | റ ṟa, ṯa /ra, ta/ RRA (ra) | ṉa /na/ NNNA | ṯa /ta/ TTTA |

### Chillus
Un chillu, o un chillaksharam (ചില്ലക്ഷരം, cillakṣaram), è una speciale consonante che rappresenta una consonante pura indipendemente, senza aiuto di virama. A differenza di una consonante rappresentata da una comune consonante, questa consonante non è mai seguita da una vocale inerente.
Anusvara e visarga rientrano in questa definizione ma non sono di solito incluse.
ISCII e Unicode 5.0 tratta un chillu come un glifo variante di una normale consonante. In Unicode 5.1 e successivi, sebbene le lettere, chillu sono trattate come caratteri indipendenti, codificato automaticamente.
Ci sono almeno 6  chillu conosciuti. Chillu-k è raro. Gli altri cinque sono più comuni.
| Lettera | Nome Unicode | Base | Note                      |
| ------- | ------------ | ---- | ------------------------- |
| ൺ       | CHILLU NN    | ṇa ണ |                           |
| ൻ       | CHILLU N     | na ന |                           |
| ർ       | CHILLU RR    | ra ര | Da ra, non da ṟa (RRA) റ. |
| ൽ       | CHILLU L     | la ല | Da ta ത.                  |
| ൾ       | CHILLU LL    | ḷa ള |                           |
| ൿ       | CHILLU K     | ka ക |                           |

## Altri simboli
| Praslesham        | ഽ | Corrisponde al Devanagari avagraha, usato quando una frase sanscrita che contiene un avagraha è scritta in scrittura Malayalam. Il simbolo indica l'elisione della vocale a inizio parola a dopo una parola che termina in ā, ē, or ō, ed è traslitterata come un apostrofo (') o a volte come "due punti" e un apostrofo (:'). (:'). (Template:Indic) |
| Malayalam simbolo | ൹ | Usato per l'abbreviazione della data |
| Danda             | । | Punti di domanda arcaici |
| danda doppio      | ॥ | Punti di domanda arcaici |

| 0 | 1 | 2 | 3 | 4 | 5 | 6 | 7 | 8 | 9 | 10 | 100 | 1000 | ¼ | ½ | ¾ |
| - | - | - | - | - | - | - | - | - | - | -- | --- | ---- | - | - | - |
| ൦ | ൧ | ൨ | ൩ | ൪ | ൫ | ൬ | ൭ | ൮ | ൯ | ൰  | ൱   | ൲    | ൳ | ൴ | ൵ |